# Holger Fach
Holger Fach, född den 6 september 1962 i Wuppertal i Tyskland, är en västtysk fotbollsspelare som tog OS-brons i fotbollsturneringen vid de olympiska sommarspelen 1988 i Seoul.